# Faites la révolution ! - L'Appel du Dalaï-Lama à la jeunesse
Pour les articles homonymes, voir Révolution (homonymie).
Faites la révolution ! - L'Appel du Dalaï-Lama à la jeunesse, est un essai de Sofia Stril-Rever basé sur des interviews du 14e dalaï-lama publié en 2017 chez Florent Massot. Dans cet ouvrage, le dalaï-lama met en garde les nouvelles générations d'un risque concernant leur survie en raison de la crise climatique, les exhortant à une révolution de la compassion pour lutter pour inverser la tendance vers cette tragédie. Il est traduit en une vingtaine de langues dont en anglais en 2018 sous le titre A Call for Revolution: A Vision for the Future, et en 2020 en mandarin,. 

## Description

### Gestation
La configuration et les sources du livre sont issues d'une conversation que le dalaï-lama a eue en 2017 avec quatre youtubers français, Adèle Castillon, Seb la Frite, Valentin Reverdi et Sofyan Boudouni, accompagnés d'Anaïs Deban, qu'il a reçus avec sa porte-parole française, Sofia Stril-Rever, à Dharamsala en Inde. Un documentaire de cette rencontre a été publié sur la plateforme Verticale.
L'ouvrage poursuit le message du dalaï-lama à l'attention de la COP21 de Paris en 2015, sur « nos interdépendances avec l'écosystème Terre et de la responsabilité universelle qui en découle », ainsi qu’à une conférence que Sofia Stril-Rever a organisé conjointement avec des juristes français sur le changement climatique.

### Message
C'est la première fois que le dalaï-lama s'adresse à la jeunesse dans un livre. Ses conseils et observations concernent cependant des lecteurs de tous âges. Son message est sans équivoque : il est temps de faire la révolution. Mais ici, point de violence : il s'agit d'un appel à la compassion et à l'altruisme. La révolution de la compassion pourrait, selon lui, mettre fin à la pauvreté endémique dont souffrent les populations dans le monde.
Son attachement enthousiaste aux valeurs de la république française et au féminisme, transparaît dans l'ouvrage. 
Pour le dalaï-lama, les religions ont échoué à construire un monde meilleur. Il envisage un avenir post-religieux pour l'humanité. Avec bienveillance, le dalaï-lama critique ce qui lui semble relever d'erreurs dans la société occidentale contemporaine et se fait l'avocat d'une meilleure protection de l'environnement et des personnes.

### Accueil
L'ouvrage est décrit par Grace McQuade comme « un manifeste du dalaï-lama sur l’avenir du monde, un appel à mettre en place des solutions pour nos temps chaotiques et divisés ».
Pour Blanche de Richemont, l'ouvrage est un cri d’alarme visant à modifier nos comportements pour éviter une dégradation mondiale sans équivalent dans le passé. Il propose une solution dans la force issue de l’amour et de la compassion.
Pour Agathe Juguet, le dalaï-lama et Sofia Stril-Rever « appellent à une révolution de la compassion, à la responsabilité universelle et, en urgence, à prendre conscience de la crise climatique. ».
Marleen Seegers trouve surprenante l'affirmation par le dalaï-lama qu'aucune religion n'est parvenue à améliorer l'homme (« None has succeeded in creating a better human being” »). Selon lui, ajoute-t-elle, c'est aux gens, et à eux seuls, qu'il appartient de devenir de meilleures personnes.
Le professeur de théologie à l'université pontificale catholique du Chili Jorge Costadoat remarque que dans cet ouvrage, le dalaï-lama met en garde les nouvelles générations : « pour la première fois de l'histoire humaine, votre droit à la vie et le droit à la vie de vos enfants ne sont plus garantis ». Le dalaï-lama les exhorte ensuite à faire preuve de compassion envers les êtres vivants et à lutter pour inverser la tendance vers la tragédie.
Dans leur chronique d'ASIEXPO, Camille Douzelet et Pierrick Sauzon écrivent que les jeunes et en particulier Greta Thunberg, entendent bien le cri d'alarme du dalaï-lama.
Jean-Marc Schiappa voit, dans le « Faites la révolution ! » du dalaï-lama, un appel à la révolution parmi bien d'autres figurant dans le titre de livres contemporains.

### Prolongement
Les six adolescents de l'État de Washington du programme Compassion 2020 ont reçu cet ouvrage après avoir été sélectionnés pour rencontrer le dalaï-lama en Inde avec le lieutenant-gouverneur Cyrus Habib (en).

## Éditions
- Faites la révolution ! - L'Appel du Dalaï-Lama à la jeunesse, 2017,  (ISBN 9791097160203)
- Faites la révolution - L'appel du Dalaï-Lama à la jeunesse, 2019,  (ISBN 9791097160951)
- Matthieu Rozé, livre lu, 2019.